# Arkadij Cynman
Arkadij Michajłowicz (Aaron Izrailewicz) Cynman (ros. Арка́дий Миха́йлович (Арон Израилевич) Ци́нман; ur. 1 marca 1909 w Rydze; zm. 19 czerwca 1985 w Moskwie) – radziecki aktor filmowy i teatralny.

## Życiorys
Urodzony 1 marca 1909 w Rydze.
W 1926 – 1929 pracował jako operator filmowy w kinie, a potem starszy technik Leningradzkiego Teatru Kirowa, a w 1931 roku jako elektryk Teatru Bolszoj.
Arkadij Cynman studiował w pracowni Moskiewskiego Teatru Artystycznego, które ukończył w 1936 roku. Grał w teatrach Moskwy.
Spoczywa pochowany na Cmentarzu Wagańkowskim w Moskwie.

## Filmografia
- 1946 – Czarodziejski kwiat – sprzedawca
- 1947 – Harry Smith odkrywa Amerykę – Preston
- 1955 – Trzpiotka
- 1962 – Siedem nianiek
- 1963 – Królestwo krzywych zwierciadeł – Abaż
- 1967 – Anna Karenina
- 1968 – Ogień, woda i miedziane trąby – doradca
- 1969 – Królewna z długim warkoczem
- 1972 – Złotorogi jeleń